# كيفن كيلي (لاعب كرة قدم أمريكية)
كيفن كيلي (بالإنجليزية: Kevin Kelly)‏ هو لاعب كرة قدم أمريكية أمريكي، ولد في 1 أغسطس 1987 في بريستول في الولايات المتحدة.